# Aero Engine Corporation of China
Pour les articles homonymes, voir AECC.
Aero Engine Corporation of China (AECC ; chinois simplifié : 中国航空发动机集团有限公司 ;  chinois traditionnel : 中國航空發動機集團有限公司) est une entreprise publique chinoise spécialisée dans la conception de moteurs pour l'aéronautique, tant pour usages civils que militaires. Elle dispose d'un capital de 50 milliards de yuans (6,71 milliards d'euros) et regroupe les savoir-faire d'AVIC et de COMAC. L'entreprise fut probablement instaurée afin de rattraper le retard de la Chine en matière de motorisation aéronautique. 

## Histoire
AECC, dont le siège social est dans le district de Haidian à Pékin est créée en 2016, dans le but de créer une entreprise chinoise ayant la capacité de concurrencer les motoristes occidentaux que cela soit Rolls-Royce, General Electric, Pratt & Whitney ou encore Safran. 
À sa création, l'entreprise compte près de 100 000 employés en regroupant l'ensemble des entreprises et filiales motoristes préexistantes de l'industrie aéronautique chinoise soit 46 entités.